# Sorel Cohen
Sorel Cohen est une photographe et une graveuse originaire de Montréal, Québec. Elle fut représentée, entre autres, par la Galerie Donald Browne de Montréal, galerie qui ferma ses portes en 2016.

## Biographie
Sorel Cohen est née en 1936 à Montréal, au Québec, de parents d'origine ukrainienne et polonaise. Elle a obtenu un baccalauréat en beaux-arts de l'Université Concordia en 1974, ainsi qu'une maîtrise en beaux-arts de l'Université Concordia en 1979. Le sujet de son mémoire de maîtrise traitait des influences féministes sur l'art au cours des années 1970. Ses valeurs féministes ont d'ailleurs beaucoup influencé son travail tout au long de sa carrière.

## Style
Sorel Cohen travaille principalement l'art du portrait, à la fois derrière et devant la caméra. La majorité de son travail met l'accent sur des représentations d'elle-même ainsi que sur des enjeux féministes. Dans les années 1970, Cohen a commencé à expérimenter en combinant la photographie à la performance, qui est une idée relativement nouvelle à l'époque. Elle devient rapidement reconnue pour cette initiative. Cohen combine souvent l'utilisation de la performance avec une lente vitesse d'obturation, ce qui crée un effet de flou. Présentées en série, ces photographies donnent une impression de temps qui passe. Cohen puise l'inspiration pour son travail photographique dans différents médiums artistiques, de la peinture à la sculpture, en passant par la performance. Bien que l'œuvre de Cohen soit issue de ses expériences personnelles, ses photographies laissent place à l'interprétation, leur conférant un sens presque universel. Cohen a produit de nombreuses séries traitant du processus psychanalytique.

### Influences
- Eva Hesse[7]
- Joyce Wieland[7]
- Martha Rosler[7]
- Sigmund Freud
- Francis Bacon (artiste)
- Eadweard Muybridge

## Thèmes photographiques

### Le féminisme
Les prises de positions féministes de Cohen dans son art sont déclenchées par la lecture d'un entretien entre Lucy Lippard et Judy Chicago publié dans la revue Artforum. Elle explique dans son mémoire de maîtrise : « Je me suis alors rendu compte que si je voulais faire de l'art pour le restant de mes jours, il valait mieux que cela ait quelque chose à voir avec moi en tant que personne, et plus particulièrement en tant que femme. » Cohen se sert de la photographie pour lutter contre les stéréotypes associés aux femmes, ainsi que pour changer les perceptions de la société sur les rôles traditionnels des genres. En se plaçant elle-même à la fois devant et derrière la caméra, Cohen propose un commentaire sur la représentation des femmes dans ces rôles.

### L'absence et la psychanalyse
Son œuvre Divans maudits fut publiée accompagnée d'un texte de Gérard Wacjman dans un livre qui démontre comment Cohen fut fortement influencée par les perspectives psychanalytiques. Certaines de ses œuvres les plus connues présentent des lits et des canapés vides. Les photos portent un autre thème fort que l'on retrouve également dans de nombreuses œuvres de Cohen : l'idée de l'absence. En photographiant ces lits et canapés vides, des objets qui ne sont perçus comme importants que lorsqu'ils sont occupés par des gens, Cohen cherche à saisir ce qui manque.

## Œuvres et séries principales

### The Grid(1975-1976)
Cette série de sculptures en mousseline reprend le motif de la grille emblématique du modernisme. La qualité artisanale de ces sculptures en tissu rappelle cependant le travail traditionnel des femmes et défie la recherche moderniste et masculine de l'uniformité et de la répétition. À partir des sculptures de la série The Grid, l’artiste réalise également des tirages directs sur canevas à l’aide de procédés comme le cyanotype et le Van Dyke. Une fois cousus ensemble, ces tirages répliquent à une échelle 1:1 les œuvres sculpturales, à la manière d’une « ombre ». Cette série marque ainsi une transition entre la pratique sculpturale et photographique de l’artiste.

### Le rite matinal(1977)
En 1977, Cohen réalise une série d'œuvres (photographies couleur, vidéo, cyanotypes) autour de l'action de faire le lit. Parmi celles-ci, la série de photographies Le rite matinal montre l'artiste performant cette action à répétition devant l'appareil photographique avec un effet de mouvement obtenu par une lente vitesse d'obturation et une longue durée d'exposition. En immortalisant ce geste banal devant l'appareil, l'artiste associe le travail ménager des femmes à leur travail artistique, souvent négligé dans l'histoire de l'art.

### The Shape of a Gesture(1978)
La série photographique The Shape of a Gesture (titre original : Domestic Activity as Painterly Gesture) montre l’artiste en action, alors qu’elle nettoie une fenêtre avec un chiffon coloré. Cette œuvre fait référence à la peinture expressionniste abstraite en substituant à la surface plane du tableau celle de la fenêtre et en subvertissant le geste du peintre à travers une activité domestique traditionnellement réservée aux femmes.

### After Bacon / Muybridge(1979)
Dans After Bacon / Muybridge, Cohen se penche sur le travail du peintre Francis Bacon et utilise des méthodes photographiques telles que la longue exposition et la vitesse d'obturation lente pour obtenir un effet de flou. Dans cette série, Cohen fait également référence aux œuvres d'Eadweard Muybridge, pionnier de l'étude du mouvement en photographie. Cohen se réapproprie ces œuvres issues de grandes figures masculines de l'histoire de l'art dans une perspective féministe, de façon similaire au travail conceptuel de  l'artiste Sherrie Levine à la même époque.

### An Extended and Continuous Metaphor(1983-1986)
Avec la série An Extended and Continuous Metaphor, Cohen délaisse la forme séquentielle ou en grille au profit de polyptyques organisés de façon hiérarchique, certains rappelant la composition des retables flamands. Les photographies montrent l'artiste interprétant simultanément les rôles de l'artiste, du modèle et du spectateur par voie d'exposition multiple dans un espace entièrement noir. Celui-ci réfère à une conception idéalisée de l'atelier d'artiste : le titre de la série fait en ce sens allusion au tableau L’Atelier du peintre. Allégorie réelle déterminant une phase de sept années de ma vie artistique de Gustave Courbet (1855).

### Wounds of Experience(1995–1996)
Cette série de neuf photographies explore les thèmes de l'absence et de la relation entre un psychanalyste et son patient, à travers des représentations de cabinets de psychanalyse.

### Divans Dolorosa(2008)
Cette série présente des photographies de cabinets de psychanalyse vides au Québec. Les photographies ont pour sujet les divans inoccupés, ce qui permet à Cohen de présenter l'idée de l'absence comme une forme de présence latente dans la scène. Comme Wounds of Experience, cette série se caractérise par l'inclusion de texte : sous chacune des photographies apparaissent des mots qui réfèrent à différents symptômes tels que décrits par les psychanalystes.

### Lacrimosa(2010)
Présentée comme la suite de Divans Dolorosa, cette série présente des photographies de mouchoirs juxtaposées à des descriptions psychanalytiques.

## Expositions
Sorel Cohen a exposé ses œuvres à l'échelle nationale et internationale au cours des années 1980 à 2020. Son travail a été présenté dans des expositions individuelles et collectives.

### Expositions en solo

#### Canada
| Année      | Galerie                                          | Ville                                    |
| ---------- | ------------------------------------------------ | ---------------------------------------- |
| 1977       | Galerie Mira Godard                              | Montréal, Québec                         |
| 1979       | Nova Gallery                                     | Vancouver, Colombie-Britannique          |
| 1980       | Eye Level Gallery                                | Halifax, Nouvelle-Écosse                 |
| 1980       | Mercer Union                                     | Toronto, Ontario                         |
| 1981       | Agnes Etherington Art Centre, Queen's University | Kingston, Ontario                        |
| 1983       | Galerie Optica                                   | Montréal, Québec                         |
| 1983       | S. L. Simpson Galerie                            | Toronto, Ontario                         |
| 1984       | Southern Alberta Art Gallery                     | Lethbridge, Alberta                      |
| 1986       | Musée d'art contemporain de Montréal             | Montréal, Québec                         |
| 1987       | Presentation House Gallery                       | North Vancouver, En Colombie-Britannique |
| 1988       | Toronto Photographer's Workshop                  | Toronto, Ontario                         |
| 1989       | Wynick/Tuck Galerie                              | Toronto, Ontario                         |
| 1990       | Dazibao                                          | Montréal, Québec                         |
| 1991       | Wynick/Tuck Galerie                              | Toronto, Ontario                         |
| 1992       | Galerie Samuel Lallouz                           | Montréal, Québec                         |
| 1993       | Wynick/Tuck Galerie                              | Toronto, Ontario                         |
| 1993       | Galerie Vu                                       | Québec, Québec                           |
| 1996       | Galerie Samuel Lallouz                           | Montréal, Québec                         |
| 1997       | Wynick/Tuck Galerie                              | Toronto, Ontario                         |
| 1999       | La Tranchefile                                   | Montréal, Québec                         |
| 2000       | Galerie Koffler                                  | Toronto, Ontario                         |
| 2004       | Dazibao                                          | Montréal, Québec                         |
| 2008, 2010 | Galerie Donald Browne                            | Montréal, Québec                         |
| 2021       | VOX, centre de l’image contemporaine             | Montréal, Québec                         |

#### International
| Année | Galerie                                         | Ville/Pays                     |
| ----- | ----------------------------------------------- | ------------------------------ |
| 1981  | 49th Parallel                                   | New York, New York, États-Unis |
| 1983  | Institute for Art and Urban Resources, MoMA PS1 | New York, New York, États-Unis |
| 1984  | Services culturels du Québec                    | Paris, France                  |
| 1985  | Northlight Gallery, Arizona State University    | Tempe, Arizona, États-Unis     |
| 1987  | The Cambridge Darkroom                          | Royaume-Uni                    |
| 1990  | Jayne Baum Gallery                              | New York, États-Unis           |
| 1990  | Foire de Bâle                                   | Bâle, Suisse                   |
| 1991  | 49th Parallel                                   | New York, New York, États-Unis |
| 1994  | Les Ateliers Nadar                              | Marseille, France              |
| 2003  | Centre culturel canadien                        | Paris, France                  |

### Expositions de groupe

#### Canada
| Année     | Exposition                                                               | Galerie | Ville                                      |
| --------- | ------------------------------------------------------------------------ | --- | ------------------------------------------ |
| 1973      | Les moins de 35 ans                                                      | Centre Saidye Bronfman / Galerie de la SAPQ / Casa Loma / Galerie Espace / Média-Gravures / Musée du Québec / Pavillon Pierre-Boucher, UQTR | Montréal / Québec / Trois-Rivières, Québec |
| 1975      | ARTFEMME'75                                                              | Centre Saidye Bronfman / Musée d'art contemporain de Montréal / Galerie Powerhouse                                                          | Montréal, Québec                           |
| 1982      | Art et féminisme                                                         | Musée d’art contemporain de Montréal | Montréal, Québec                           |
| 1983      | Photographie actuelle au Québec                                          | Galerie d'art du centre Saidye Bronfman | Montréal, Québec                           |
| 1984      | L'Art pensé, Congrès international d'esthétique                          | Université de Montréal | Montréal, Québec                           |
| 1984      | Edge and Image                                                           | Concordia University Art Gallery | Montréal, Québec                           |
| 1984      | Production and Axis of Sexuality                                         | Walter Phillips Gallery | Banff, Alberta                             |
| 1984      | Réflexions                                                               | Musée des beaux-arts du Canada | Ottawa, Ontario                            |
| 1986      | Chants d'expérience                                                      | Musée des beaux-arts du Canada | Ottawa, Ontario                            |
| 1989      | Le geste oublié                                                          | Musée d'art contemporain de Montréal | Montréal, Québec                           |
| 1989      | Taking Pictures                                                          | Presentation House Gallery | North Vancouver, En Colombie-Britannique   |
| 1989      | Incorporation                                                            | Galerie d'art Lavalin | Montréal, Québec                           |
| 1989-1990 | The Zone of Conventional Practice and Other Real Stories                 | Galerie Optica | Montréal, Québec (voyager)                 |
| 1991      | Un archipel de désir : les artistes du Québec et la scène internationale | Musée du Québec | Québec, Québec                             |
| 1991      | Practicing Beauty                                                        | Galerie d'Art de Hamilton | Hamilton, Ontario                          |
| 1992      | Exposition rétrospective                                                 | Galerie Optica | Montréal, Québec                           |
| 1993      | The Historic Female                                                      | Galerie 111 | Montréal, Québec                           |
| 1993      | Empowering the World                                                     | Carleton University Art Gallery | Ottawa, Ontario                            |
| 1994      | Quotation                                                                | Winnipeg Art Gallery | Winnipeg, Manitoba                         |
| 1994      | Contemporary Canadian Works                                              | Galerie d'art de North York | Toronto, Ontario                           |
| 1996      | Found Missing: Archival Photographs and the New Historicity              | Galerie 44 | Toronto, Ontario                           |
| 1997      | Here's Looking at Me Kid                                                 | Galerie d'art de North York | Toronto, Ontario                           |
| 1998      | The Word in Art                                                          | Galerie d'art de North York | Toronto, Ontario                           |
| 2012      | Histoires de l'art                                                       | VOX, centre de l'image contemporaine | Montréal, Québec                           |
| 2016-2017 | Elles Photographes                                                       | Musée des beaux-arts de Montréal | Montréal, Québec                           |
| 2017      | La photographie au Canada, 1960–2000                                     | Musée des beaux-arts du Canada | Ottawa, Ontario                            |